# Hvolsfjall
Hvolsfjall är ett berg i republiken Island. Det ligger i regionen Västlandet, 140 km norr om huvudstaden Reykjavík. Toppen på Hvolsfjall är 633 meter över havet.
Trakten runt Hvolsfjall är nära nog obefolkad, med mindre än två invånare per kvadratkilometer. Det finns inga samhällen i närheten. Trakten runt Hvolsfjall består i huvudsak av gräsmarker.